# مجموعة الشرائح المحسنة
مجموعة الشرائح المحسّنة (ECS) هي الجيل الثاني من مجموعة شرائح كمبيوتر أميغا، وتقدم تحسينات طفيفة على تصميم مجموعة الشرائح الأصلية (OCS)، تم تقديم مجموعة الشرائح المحسّنة في عام 1990 مع إطلاق أميغا 3000، ظهرت أميغا التي تم إنتاجها من عام 1990 فصاعدًا بمزيج من رقائق مدرسة الضابط كاديت ونظام المقاصة الإلكترونية.

## نبذة

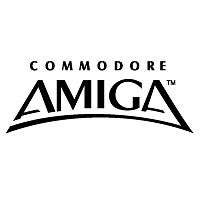
شعار أميغا

كانت مجموعة الشرائح المحسّنة الملحوظة هي رقائق Super Agnus وHiRes Denise، بقيت رقاقة التحكم في الصوت والمرونة، باولا ، دون تغيير في تصميم OCS ، يدعم Super Agnus 2 ميجابايت من ذاكرة الشريحة للوصول العشوائي ، في حين أن Agnus / Fat Agnus الأصلي و Fatter Agnus اللاحق يمكن أن يعالج 512 كيلوبايت و 1 ميجابايت على التوالي ، توفر شريحة ECS Denise أوضاع عرض إنتاجية (640 × 480 غير متشابكة) و SuperHiRes (1280 × 200 أو 1280 × 256) (متوفرة أيضًا في الوضع المتشابك) ، والتي تقتصر على 4 ألوان فقط على الشاشة ، بشكل أساسي ، تمت إضافة وضع 35 نانوثانية بكسل بالإضافة إلى القدرة على تشغيل معدلات مسح أفقي ورأسي ، أدى ذلك إلى جعل أوضاع العرض الأخرى ممكنة ، ولكن تم دعم الأوضاع المذكورة فقط خارج الصندوق ، على سبيل المثال ، يسمح برنامج تشغيل جهاز لينيكس أميغا Framebuffer باستخدام العديد من أوضاع العرض الأخرى. كانت التحسينات الأخرى هي قدرة دفاتر السجلات الدائمة على نسخ مناطق أكبر من 1024 × 1024 بكسل في عملية واحدة والقدرة على عرض النقوش المتحركة في مناطق الحدود (خارج أي نافذة عرض حيث يتم عرض bitplanes). يسمح نظام Elitegroup لأنظمة الحاسوب أيضًا بتبديل البرامج بين 60 هرتز و 50 أوضاع الفيديو هرتز.
فضلت هذه التحسينات إلى حد كبير برامج التطبيقات، التي استفادت من الدقة العالية وأوضاع العرض الشبيهة بـ منظومة عرض مرئية، بدلاً من الألعاب، كتحديث تدريجي ، كان المقصود من نظام المقاصة الإلكترونية أن تكون متوافقة مع الإصدارات السابقة مع البرامج المصممة لأجهزة مدرسة الضابط كاديت ، على الرغم من أنه تم العثور على بعض ألعاب ما قبل نظام المقاصة الإلكترونية غير متوافقة، بالإضافة إلى ذلك ، تم استخدام ميزات من نظام التشغيل كيك ستارتر المحسّن في البرامج اللاحقة ، وبما أن هاتين التقنيتين تتداخلان إلى حد كبير ، فقد أخطأ بعض المستخدمين في تقدير أهمية نظام المقاصة الإلكترونية، من الممكن ترقية بعض أجهزة مدرسة الضابط كاديت ، مثل أميغا 500 ، للحصول على وظائف نظام المقاصة الإلكترونية جزئية أو كاملة عن طريق استبدال رقائق مدرسة الضابط كاديت بإصدارات نظام المقاصة الإلكترونية، تبع نظام المقاصة الإلكترونية الجيل الثالث من شرائح AGA مع إطلاق أميغا 4000 و أميغا 1200 في عام 1992.